# ضابط صف بحري

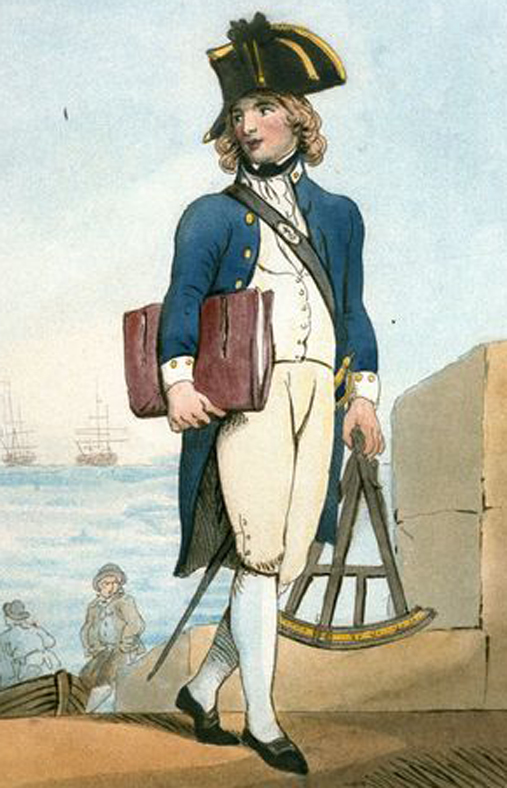

ضابط صف بحري midshipman هو ضابط من المبتدئين الأدنى رتبة، في البحرية الملكية وبحرية الولايات المتحدة، والعديد من أساطيل الكومنولث. تشمل دول الكومنولث التي تستخدم التصنيف كندا (Naval Cadet) وأستراليا وبنغلاديش وناميبيا ونيوزيلندا وجنوب إفريقيا والهند وباكستان وسنغافورة وسريلانكا وكينيا. 
في القرن ال17، كان ضابط صف بحري يصنيف كبحار من ذوي الخبرة، واشتقت الكلمة من منطقة على متن السفينة (الكلمة الإنجليزية وتعني حرفيا بحار في وسط السفينة)، وسط السفينة، سواء حيث عملت تصنيف الأصلي في وسط السفينة، أو حيث انه عمل في مقدمة أو مؤخرة السفينة. ابتداءً من القرن الثامن عشر، تم تصنيف ضابط صف مكلف وبدأ تصنيف بحار في التراجع ببطء. بحلول عصر نابليون (1793–1815)، كان أحد أفراد السفينة المتوسطة ضابطًا متدربًا كان قد خدم سابقًا ثلاث سنوات على الأقل كمتطوع أو ضابطمتدرب أو بحار، وكان مكافئًا تقريبًا لرقيب حاليًا في الرتبة والمسؤوليات. بعد أن خدم ثلاث سنوات على متن سفينة متوسطة أصبح مؤهلاً لإجراء الفحص لرنبة نقيب. تم تدريب رجال السفن المتوسطة في بحرية الولايات المتحدة وعملوا على نحو مماثل لعمال البحرية في البحرية الملكية، على الرغم من نظرائهم في البحرية الملكية، كان رجل السفينة في رتبة ضابط صف حتى عام 1912. 